# Leichtathletik-Weltmeisterschaften 1993/3000 m der Frauen

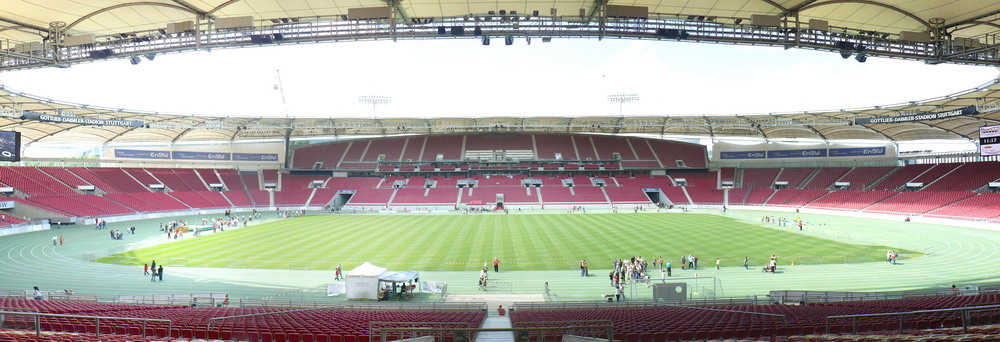
Das Stuttgarter Gottlieb-Daimler-Stadion im Jahr 2007

Der 3000-Meter-Lauf der Frauen bei den Leichtathletik-Weltmeisterschaften 1993 wurde am 14. und 16. August 1993 im Stuttgarter Gottlieb-Daimler-Stadion ausgetragen.
In diesem Wettbewerb gab es einen Dreifacherfolg für die chinesischen Langstreckenläuferin – eine Dominanz, die in dieser Form komplett unerwartet kam. Weltmeisterin wurde die Olympiadritte von 1992 über 1500 Meter Qu Yunxia. Sie gewann vor Zhang Linli. Bronze ging an Zhang Lirong.

## Rekorde

### Bestehende Rekorde
| Weltrekord | 8:22,62 min | Tatjana Kasankina | Leningrad, Sowjetunion        | 26. August 1984 |
| WM-Rekord  | 8:34,62 min | Mary Decker       | WM 1983 in Helsinki, Finnland | 10. August 1983 |

### Rekordverbesserung
Der chinesischen Weltmeisterin Qu Yunxia verbesserte den bestehenden Weltmeisterschaftsrekord im Finale am 16. August um 5,84 Sekunden auf 8:28,78 min.

## Vorrunde
Die Vorrunde wurde in drei Läufen durchgeführt. Die ersten vier Athletinnen pro Lauf – hellblau unterlegt – sowie die darüber hinaus drei zeitschnellsten Läuferinnen – hellgrün unterlegt – qualifizierten sich für das Viertelfinale.

### Vorlauf 1

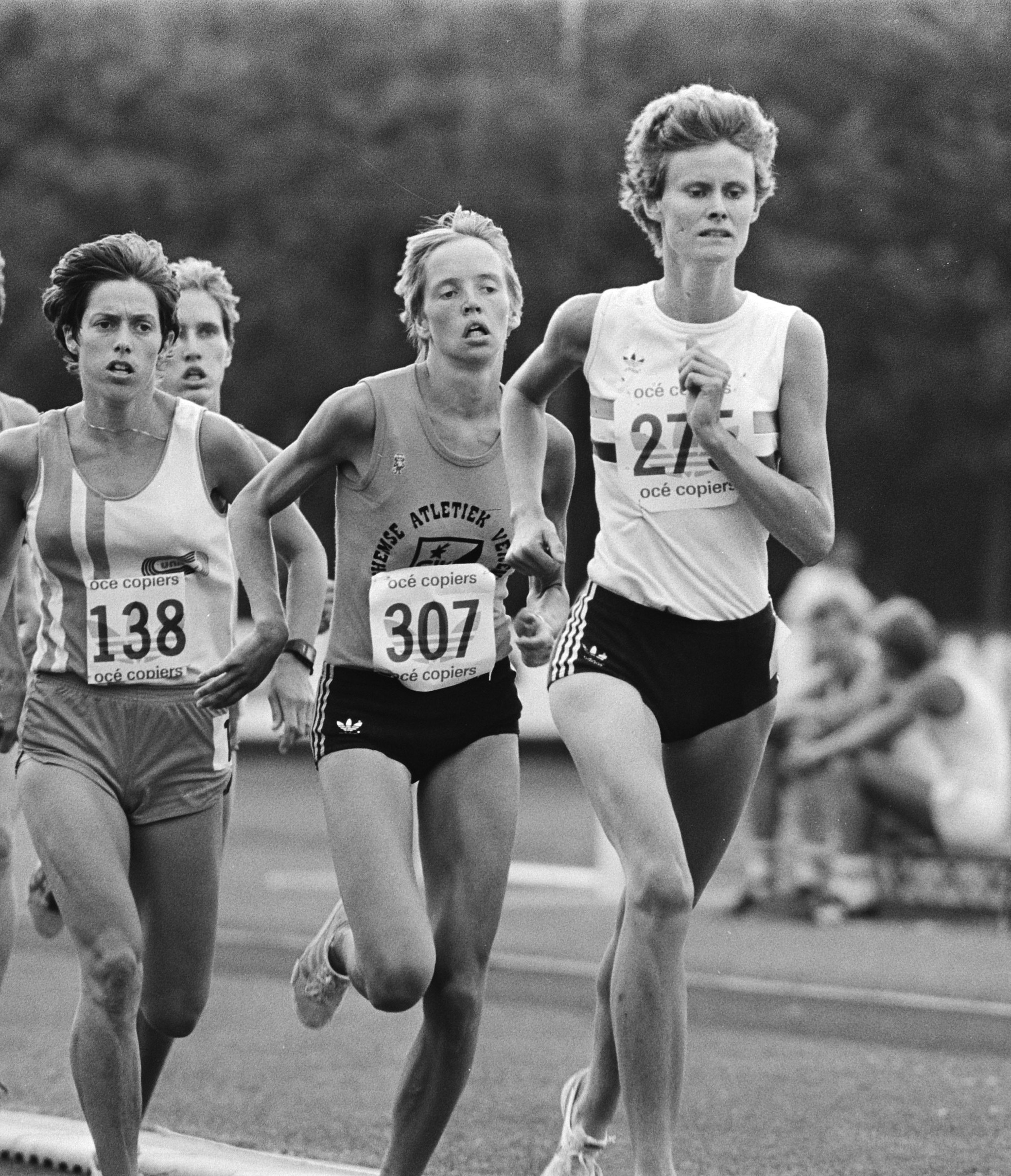
Platz elf reichte Elly van Hulst (hier in führenden Position in einem Rennen des Jahres 1983) nicht zum Finaleinzug

14. August 1993, 19:10 Uhr
| Platz | Name                 | Nation              | Zeit (min) |
| ----- | -------------------- | ------------------- | ---------- |
| 1     | Zhang Linli          | Volksrepublik China | 8:48,85    |
| 2     | Yvonne Murray        | Großbritannien      | 8:51,30    |
| 3     | Jelena Romanowa      | Russland            | 8:54,81    |
| 4     | Esther Kiplagat      | Kenia               | 8:55,07    |
| 5     | Luminita Zaituc      | Rumänien            | 8:55,66    |
| 6     | Claudia Lokar        | Deutschland         | 8:55,98    |
| 7     | Roberta Brunet       | Italien             | 8:57,46    |
| 8     | Julia Sakara         | Simbabwe            | 8:57,59    |
| 9     | Regina Čistiakova    | Litauen             | 8:58,61    |
| 10    | Ulla Marquette       | Kanada              | 9:00,68    |
| 11    | Elly van Hulst       | Niederlande         | 9:04,86    |
| 12    | Katy McCandless      | USA                 | 9:10,13    |
| 13    | Andrea Sollárová     | Slowakei            | 9:12,91    |
| 14    | Jayanthi Palaniappan | Malaysia            | 9:18,42    |
| 15    | Martha Portobanco    | Nicaragua           | 10:48,08   |
| 16    | Halima Boubacar      | Niger               | 11:26,13   |

### Vorlauf 2
14. August 1993, 19:24 Uhr
| Platz | Name                   | Nation              | Zeit (min) |
| ----- | ---------------------- | ------------------- | ---------- |
| 1     | Qu Yunxia              | Volksrepublik China | 8:49,20    |
| 2     | Ljudmila Borissowa     | Russland            | 8:50,02    |
| 3     | Annette Peters         | USA                 | 8:51,67    |
| 4     | Alison Wyeth           | Großbritannien      | 8:51,89    |
| 5     | Annemari Sandell       | Finnland            | 8:54,75    |
| 6     | Annette Sergent-Palluy | Frankreich          | 8:58,15    |
| 7     | Elena Fidatof          | Rumänien            | 8:58,89    |
| 8     | Valentina Tauceri      | Italien             | 9:00,20    |
| 9     | Julia Vaquero          | Spanien             | 9:05,50    |
| 10    | Éva Dóczi              | Ungarn              | 9:09,51    |
| 11    | Daria Nauer            | Schweiz             | 9:11,28    |
| 12    | Getenesh Urge          | Äthiopien           | 9:16,24    |
| 13    | Marilu Salazar         | Peru                | 9:32,33    |
| 14    | Tevdenshigmed Enh-Od   | Mongolei            | 10:50,27   |
| DNS   | Zahra Ouaziz           | Marokko             |            |
| DNS   | Raj Kumarj Pandey      | Nepal               |            |

### Vorlauf 3

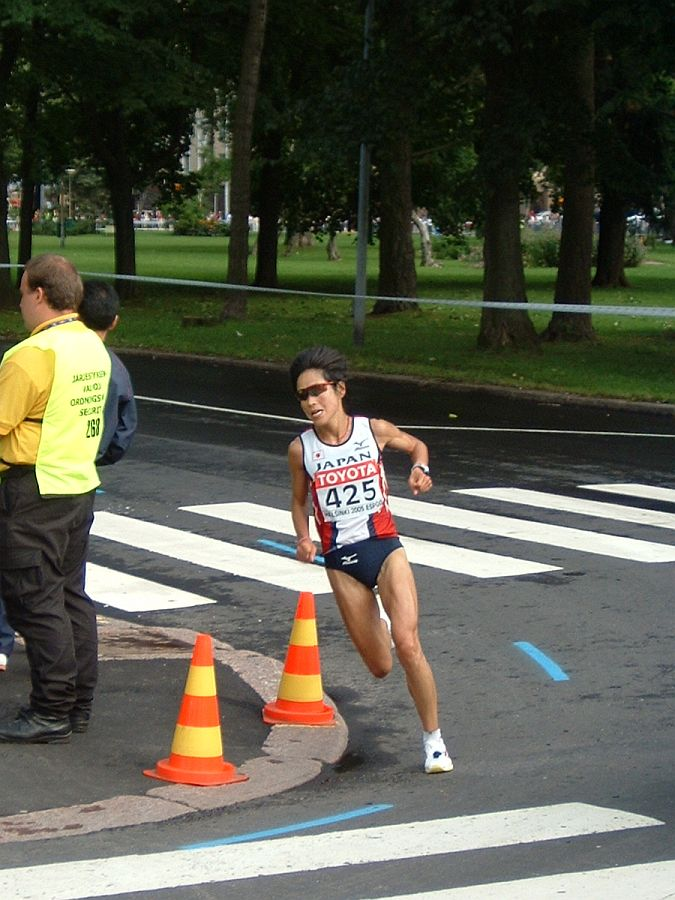
Harumi Hiroyama (hier während eines Marathonlaufs im Jahr 2005) schied als Zehnte ihres Vorlaufs aus

14. August 1993, 19:38 Uhr
| Platz | Name                | Nation              | Zeit (min) |
| ----- | ------------------- | ------------------- | ---------- |
| 1     | Sonia O’Sullivan    | Irland              | 8:50,62    |
| 2     | Zhang Lirong        | Volksrepublik China | 8:51,75    |
| 3     | Paula Radcliffe     | Großbritannien      | 8:52,62    |
| 4     | Jelena Kopytowa     | Russland            | 8:57,73    |
| 5     | Margareta Keszeg    | Rumänien            | 8:59,21    |
| 6     | Farida Fates        | Frankreich          | 8:59,93    |
| 7     | Sheila Carrozza     | USA                 | 9:01,41    |
| 8     | Estela Estévez      | Spanien             | 9:08,04    |
| 9     | Nina Christiansen   | Dänemark            | 9:09,06    |
| 10    | Harumi Hiroyama     | Japan               | 9:11,77    |
| 11    | Leah Pells          | Kanada              | 9:16,63    |
| 12    | Gwen Griffiths      | Südafrika           | 9:33,96    |
| 13    | Aura Morales        | Guatemala           | 9:49,08    |
| 14    | Shirley Cespedes    | Costa Rica          | 10:15,01   |
| 15    | Gulsara Dodobojewa  | Tadschikistan       | 10:29,69   |
| 16    | Adelaide Malepa     | Lesotho             | 11:00,68   |
| DNF   | Rawilja Agletdinowa | Belarus             |            |

## Finale

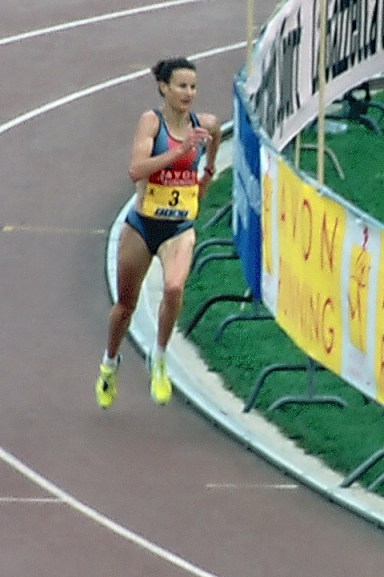
Sonia O’Sullivan kam hinter der chinesischen Übermacht auf den vierten Platz – über 1500 Meter reichte es am Schlusstag dann zu Bronze
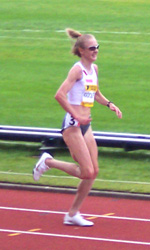
Paula Radcliffe belegte Rang sieben – sie erreichte trotz ihrer fehlenden Spurtkraft in den kommenden Jahren viele Top-Platzierungen

16. August 1993, 20:00 Uhr
| Platz | Name               | Nation              | Zeit (min) |
| ----- | ------------------ | ------------------- | ---------- |
| 1     | Qu Yunxia          | Volksrepublik China | 8:28,78 CR |
| 2     | Zhang Linli        | Volksrepublik China | 8:29,25    |
| 3     | Zhang Lirong       | Volksrepublik China | 8:31,95    |
| 4     | Sonia O’Sullivan   | Irland              | 8:33,38    |
| 5     | Alison Wyeth       | Großbritannien      | 8:38,42    |
| 6     | Jelena Romanowa    | Russland            | 8:39,69    |
| 7     | Paula Radcliffe    | Großbritannien      | 8:40,40    |
| 8     | Ljudmila Borissowa | Russland            | 8:40,78    |
| 9     | Yvonne Murray      | Großbritannien      | 8:43,46    |
| 10    | Annette Peters     | USA                 | 8:45,56    |
| 11    | Jelena Kopytowa    | Russland            | 8:50,49    |
| 12    | Claudia Lokar      | Deutschland         | 8:51,35    |
| 13    | Annemari Sandell   | Finnland            | 8:53,58    |
| 14    | Luminita Zaituc    | Rumänien            | 9:01,38    |
| 15    | Esther Kiplagat    | Kenia               | 9:07,05    |

## Video
- Women's 3000m Stuttgart 1993 WC, Video veröffentlicht am 27. September 2010 auf youtube.com, abgerufen am 17. Mai 2020